# Glaucacna
Glaucacna is een geslacht van vlinders van de familie grasmineermotten (Elachistidae).

## Soorten
- G. iridea Forbes, 1931